# 桜木ハル
桜木 ハル（さくらぎ はる、1990年8月9日 - ）は、日本のAV女優。
身長:152cm。スリーサイズ:B85(E)・W56・H80。

## 略歴・人物
北海道函館市出身。2009年8月に“現役の新人グラビアアイドル”の触れ込みでAVデビュー。

## 出演作品

### アダルトビデオ
2009年
- 「絶対にAVには出ない」というグラビアアイドルを最低1人はAVデビューさせなさい。 （7月23日、人間考察）
- 函館出身の新人グラビアアイドル 決意のAVデビュー 桜木ハル 18歳 （8月20日、人間考察）
- ぼくの子宮 桜木ハル モザイク一切無し!! 丸見え全開!! （9月15日、グリッターフィルムズ）
- UBU-18 妹はるは限りなく透明な少女 （9月18日、チェリーズ）
- 爆イキ 21 （9月18日、アヴァ）
- 私で気持ちよくなってもらいたい。 涙を流してAV修行!キス・フェラ・ソープ3名の匠に猛特訓。 （9月19日、人間考察）
- スゴ〜く! 制服の似合う素敵な娘 はる （9月25日、オーロラプロジェクト）
- 美少女デリバリー （9月26日（レンタル）／10月23日（セル）、クリスタル映像）…オムニバス作品
- AV女優ファイル 桜木ハル （9月26日、オーロラ・プロジェクト）
- 発禁寸前 File.13 （10月5日、NON） ※「花京院アスカ」名義
- 同級生の彼よりも犯されたオヤジにハマる田舎娘 （10月8日、ナチュラルハイ）…オムニバス作品
- しばられたい わたし、ただのオモチャで、いいんです。 はる （10月15日、ドリームチケット）
- イッキュッパ vol.02 こいつら全員、イラマチオ2 4時間 （10月15日、NON）…オムニバス作品
- 実録! 某エロ本出版社のちょっぴりHな街頭インタビューに恥ずかしがりながらも答えてくれた“むっつりスケベ”な素人に（；´Д｀）ハァハァ興奮しすぎて公衆の面前で中出しまでしちゃったよ 4 （10月30日、スターゲート） ※「桜」名義
- 女子高生のおそうじフェラチオ 3 （11月6日、オフィスケイズ）…オムニバス作品

2010年
- カップルで行ける超高級ソープ店 （1月1日、MOODYZ）…オムニバス作品
- 援交 転校生 （1月8日、アップス）
- 濡れたつぼみ 文学少女と季節労働者 （2月18日、ヒビノ）
- 羞恥! 青少年発育身体測定 2 （2月18日、サディスティックヴィレッジ）
- フェラコレ 女子校生編 2 （2月25日、隼エージェンシー）…オムニバス作品
- 10人姉妹の真ん中に男は僕1人だけ! 大家族 岩田家の一週間 〜ボクのビッグダディ(チ○ポ)は休む暇なし! 貧乏だけどタマらん我が家〜 前編 （4月6日、ディープス）
- 10人姉妹の真ん中に男は僕1人だけ! 大家族 岩田家の一週間 〜まだまだ続く痛快オマ○コ性活! ボクのモーレツびんびん物語〜 後編 （5月13日、ディープス）

### イメージビデオ
- はじめてのイメージ撮影なのにハメられちゃいました （2009年10月25日、フェルマータ）